# Flamarens
Flamarens település Franciaországban, Gers megyében. Lakosainak száma 136 fő (2022. január 1.). Flamarens Mansonville, Sistels, Miradoux, Peyrecave és Saint-Antoine községekkel határos.

## Népesség
A település népességének változása:
| Lakosok száma | 189  | 168  | 145  | 115  | 129  | 139  | 150  | 157  | 150  | 136  |
|               | 1968 | 1982 | 1990 | 2006 | 2013 | 2015 | 2017 | 2019 | 2020 | 2022 |